# Грабовский, Казимир
Казимир (Казимеж) Грабовский (пол. Kazimierz Grabowski; ок. 1774 — 1833) — польский переводчик, маршалок волковысский. Внебрачный сын последнего польского короля Станислава Августа Понятовского (1732—1798) и его любовницы Эльжбеты Грабовской (1749—1810).

## Биография
Представитель польского дворянского рода Грабовских герба «Окша». Казимир был одним из трёх внебрачных сыновей Эльжбеты Грабовской от связи с польским королём Станиславом Августом Понятовским. Официально его отцом считался генерал-лейтенант коронных войск Ян Ежи Грабовский (1730—1789).
Казимир Грабовский, вероятно, был назван в честь брата своего биологического отца, подкомория надворного коронного Казимира Понятовского (1721—1800). Воспитывался в католической вере.
В 1798—1808 годах Казимир Грабовский занимал должность маршалка волковысского. В 1810 году вместе с братьями Михалом, Станиславом и сестрой Изабеллой занимался похоронами своей матери Елизаветы Грабовской. В сентябре 1812 года Казимир Грабовский был назначен делегатом брестского, кобринского и пружанского повятов в рамках подготовленной французским императором Наполеоном Бонапартом военной кампании против России.
Казимир Грабовский большую часть своей жизни провёл в Литве, где он занимался переводом произведений английских писателей на польский язык. В 1817 году он перевёл на польский язык роман Оливера Голдсмита. В 1819 году Казимир принимал в своём имении Подороск польского драматурга Юлиана Урсына Немцевича. В том же году он был избран предводителем дворянства Гродненской губернии.
13 февраля 1833 года Казимир Грабовский завещал имение Изабелин вместе с соседними селами и фольварками своему старшему сыну Максимилиану.

## Браки и дети
Был дважды женат. 29 декабря 1793 года женился на кальвинистке Людвике Курнатовской (1768—1795), дочери Александра Курнатовского и Людвики Брониковской. В браке родилась единственная дочь Сюзанна Анна Грабовская (род. 1794), умершая во младенчестве.
В 1797 году Казимир Грабовский вторично женился на Монике Соболевской (ум. 1829), дочери каштеляна варшавского Мацея Соболевского (1724—1804) и Евы Шидловской. Во втором браке у Казимира было четверо детей:
- Максимилиан Грабовский (17 декабря 1797 — 24 февраля 1868)
- Матеуш Альфред Эдвард Грабовский (род. 1799)
- Казимир Мориц Грабовский (14 декабря 1800 — 12 февраля 1880), граф, капитан бельгийской армии
- Густав Ян Грабовский (1806 — июнь 1831), смертельно ранен в битве при Остроленке.